# 토트 요제프 (1951년)
토트 요제프(헝가리어: Tóth József; 1951년 12월 2일, 죄르-모숀-쇼프론 주 모숀머저로바르 ~ 2022년 8월 11일)는 1970년대에서 1980년대까지 활동한 헝가리의 축구 선수이다. 그는 헝가리 국가대표팀의 좌측 수비수로 56번의 국가대표팀 경기에 출전해 1골을 기록했다. 그는 1978년과 1982년 월드컵에 참가했다.
헝가리의 모숀머저로바르 출신인 그는 페치 도저, 우이페슈티 도저, MTK, 그리고 크라프트에서 활동했다.

## 참고 문헌
- Ki kicsoda a magyar sportéletben?, III. kötet (S–Z). Szekszárd, Babits Kiadó, 1995, 233. o., ISBN 963-495-014-0 (헝가리어)
- Rejtő László–Lukács László–Szepesi György: Felejthetetlen 90 percek (Sportkiadó, 1977) ISBN 963-253-501-4 (헝가리어)